# Klaus et Eva Herlitz

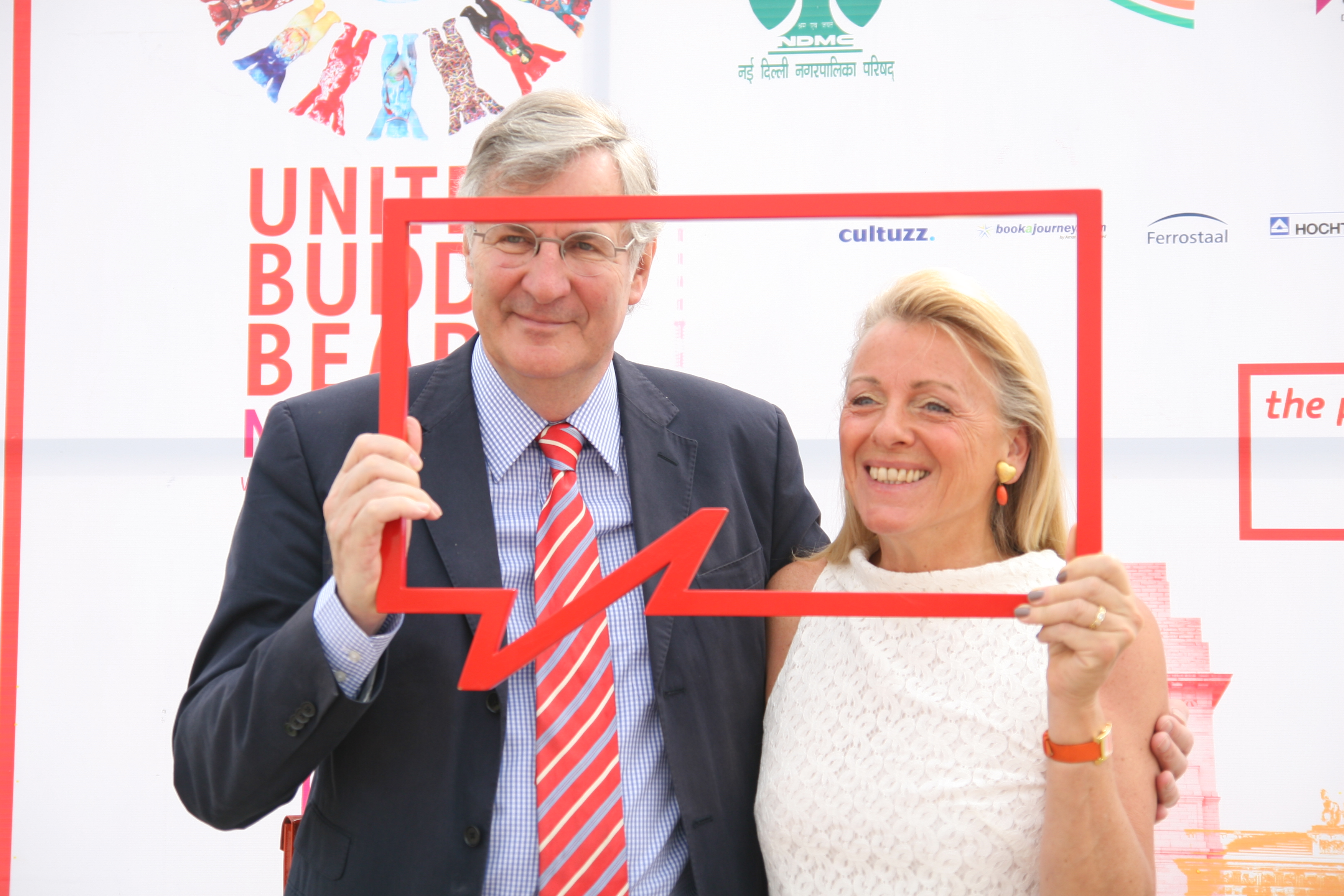
Eva et Klaus Herlitz
New Delhi (mars 2012).

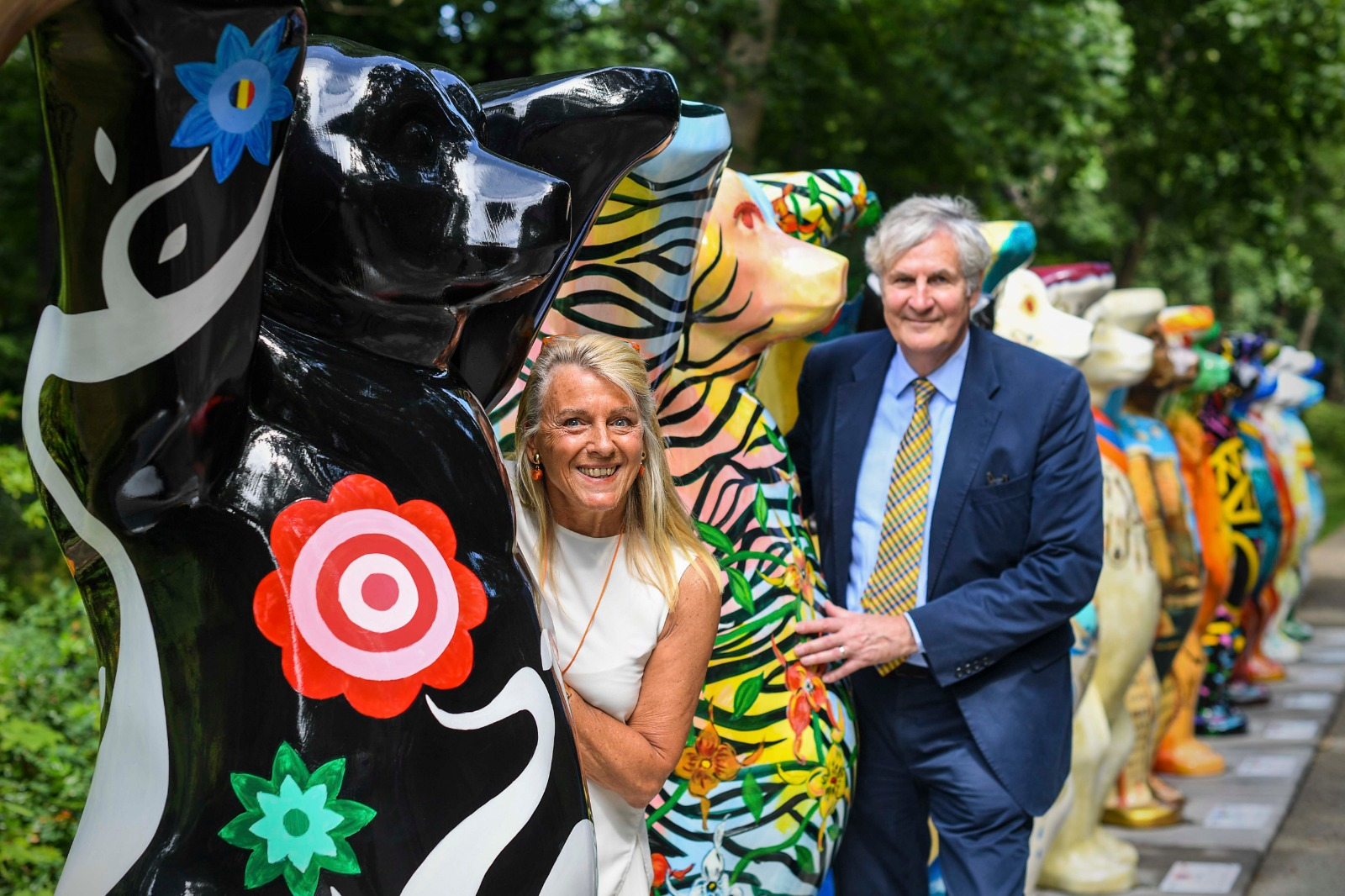
Eva et Klaus Herlitz
Tierpark Berlin (juillet 2020).

Eva et Klaus Herlitz ont créé en 2001 la Buddy Bär Berlin GmbH. Près de 250 sculptures d'ours ont été exposées dans les rues et sur les places de Berlin.
Un an plus tard, le concept des United Buddy Bears a été concrétisé pour la première fois. Ce projet ayant pour vocation de rapprocher les peuples représente plus de 150 États membres des Nations unies. Chaque ours a été conçu individuellement par un artiste d'un de ces pays pour son pays d'origine. Les artistes du monde entier sont venus à Berlin et ont peint chacun une sculpture dans un immense atelier. La diversité des formes d'expression artistique a pour but de refléter la diversité des hommes sur la Terre.
Les deux premières expositions des United Buddy Bears ont eu lieu en 2002 et en 2003 à Berlin près de la porte de Brandebourg. Depuis 2004, des expositions dans le monde entier sur les cinq continents ont suivi,.
Les organisateurs du projet United Buddy Bears tiennent beaucoup à ce que les ours Buddy ne soient pas seulement des invitations à réfléchir. Les activités autour des ours Buddy et l'aide aux enfants défavorisés forment depuis le début une unité indéfectible. Plus de 2,5 millions d'euros ont été versés à l'UNICEF et à diverses organisations humanitaires nationales et internationales pour enfants défavorisés grâce aux dons et aux ventes aux enchères d'ours Buddy. Afin de pouvoir aider dans certains cas des enfants de manière rapide, ciblée et spontanée, l'association « Buddy Bear Help » a été fondée en 2004 sur l'initiative d'Eva Herlitz.